# 寧縣站
宁县站，位于中华人民共和国甘肃省庆阳市宁县新宁镇九龙村，是银西高速铁路上的高铁站，于2020年12月26日启用。

## 車站周邊
- 九龙河
- 菩萨庙

## 歷史
- 2020年12月26日启用。

## 外部連結
- 中国铁路客户服务中心 （页面存档备份，存于）